# Svein Alfivasson
Sven Knutsson eller Alfivasson, född 1016, död 1036, var norsk ladejarl 1029–1035 i sin fader Knut den stores ställe. Han efterträdde Håkon Eriksson, som drunknade på Nordsjön 1029 och som hade varit ladejarl sedan Knuts invasion av Norge 1028.